# Alchemilla inconcinna
Alchemilla inconcinna är en rosväxtart som beskrevs av Robert Buser. Alchemilla inconcinna ingår i släktet daggkåpor, och familjen rosväxter. Inga underarter finns listade i Catalogue of Life.